# Diaphorus bakeri
Diaphorus bakeri är en tvåvingeart som beskrevs av Robinson 1967. Diaphorus bakeri ingår i släktet Diaphorus och familjen styltflugor.
Artens utbredningsområde är Washington. Inga underarter finns listade i Catalogue of Life.